# Jardin Rosa Mir
Le jardin Rosa Mir est un jardin situé au cœur de la Croix-Rousse à Lyon, créé par Jules Senis. Il fait l’objet d’un classement au titre des monuments historiques depuis le 24 décembre 1987.

## Situation
Le jardin est aménagé dans une cour intérieure de l'immeuble du 83, grande rue de la Croix-Rousse, dans le 4e arrondissement de Lyon. On y accède par l'Impasse Viard, dont l'entrée se situe à proximité du no 87 de la grande rue de la Croix-Rousse.

### Accès
Ce site est desservi par les stations de métro Hénon et Croix-Rousse de la ligne C et la ligne   des TCL, à l'arrêt Hôpital de la Croix-Rousse.

## Historique
Il est créé par Jules Senis (1913-1983), un artisan maçon carreleur, réfugié de la guerre d'Espagne qui a consacré les vingt dernières années de sa vie à la création d'un jardin « extraordinaire » dédié à sa mère Rosa Mir Mercader ainsi qu'à la Vierge Marie, à laquelle un autel est consacré.
Après des années d'hôpital pour traiter un cancer, Jules Senis fait le vœu de construire un jardin s'il obtient une rémission. Il réalise patiemment à partir de 1958 le jardin qu'il avait rêvé. Peu avant sa mort, en 1983, l'« Association des amis du jardin Rosa Mir » est créée pour la préservation et la promotion du site. Malheureusement, avec les années, le jardin se dégrade et les campagnes de plantations ne sont pas toujours respectueuses de la création d'origine. La ville de Lyon, propriétaire du site, décide de le fermer au public en 2013 afin d'engager des travaux de rénovation importants.
Le jardin est rouvert au public depuis le 25 juin 2016.

## Description
Il est composé d'un ensemble de colonnes et de traverses décorées de milliers de coquillages dispersés savamment en alternance avec des pierres qui tapissent l'ensemble des surfaces.
L'ensemble ne fait pas plus de 400 m2, mais le dépaysement y est total, on y reconnait l'inspiration espagnole, en particulier les structures à la Antoni Gaudí de Barcelone, comme le parc Güell ou la Sagrada Família.
L'originalité de ce jardin évoque souvent pour les visiteurs l'œuvre du facteur Cheval, bien qu'ici on ait davantage affaire à un savant mélange d'art floral et de structures décorées mariant finement le minéral et le végétal.

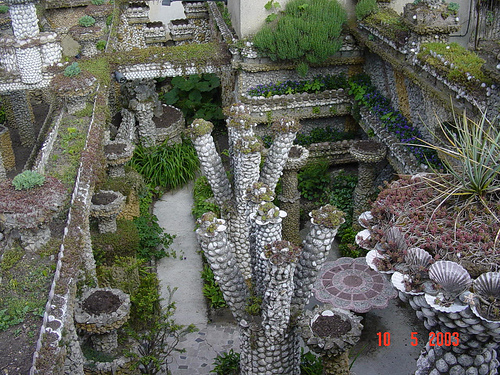
Vue du haut des allées du jardin
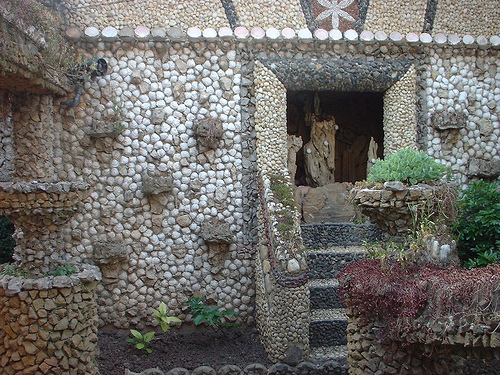
Niche abritant une vierge de Lourdes
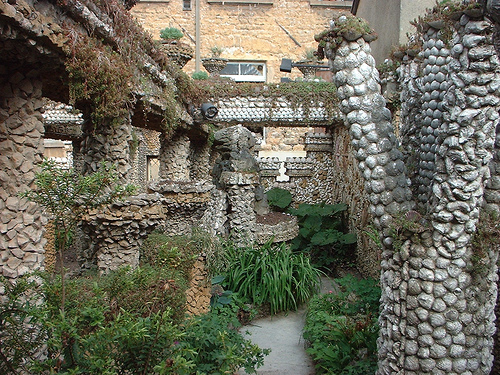
Une allée du jardin Rosa Mir
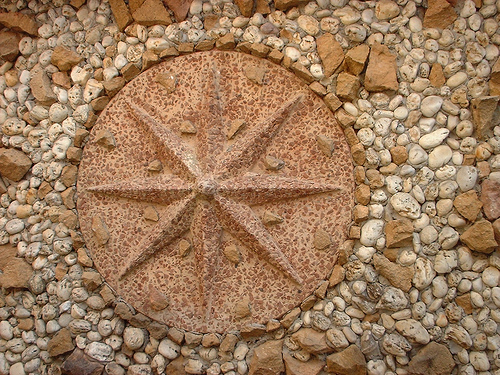
Un détail du jardin Rosa Mir